# 湯守仁

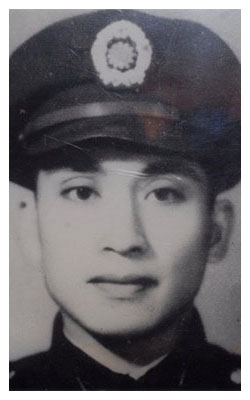
雅巴斯勇·優路拿納肖像

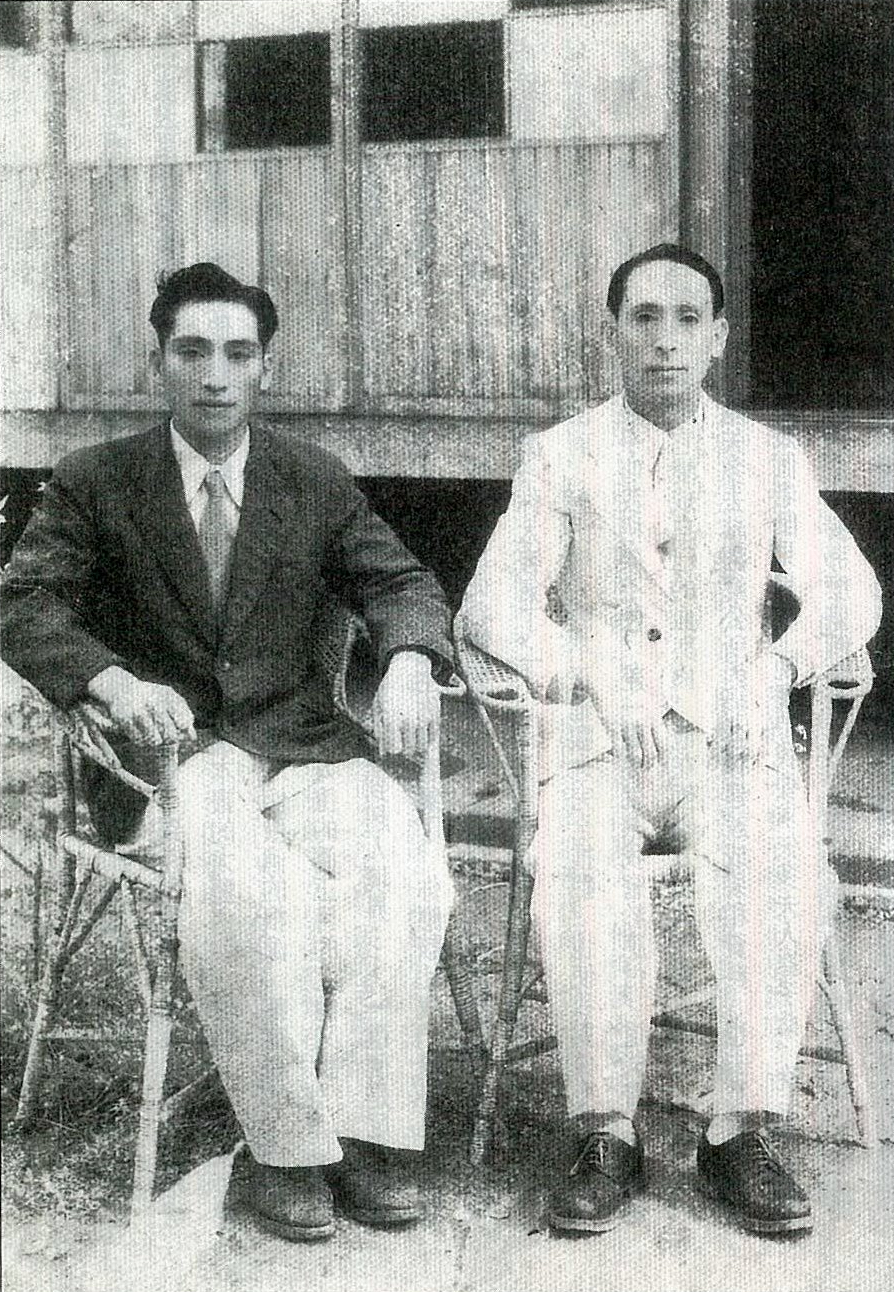
臺灣原住民鄒族領袖吾雍·雅達烏猶卡那（右）與雅巴斯勇·優路拿納（左），兩人均於1954年慘遭中國國民黨政府殺害

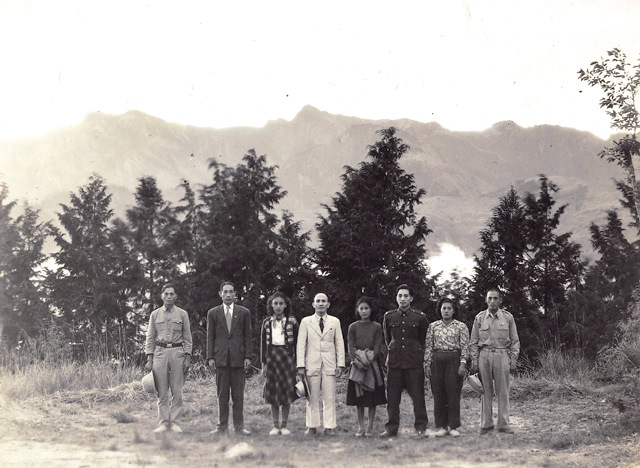
1951年，樂信·瓦旦與雅巴斯勇‧優路拿納於阿里山合影

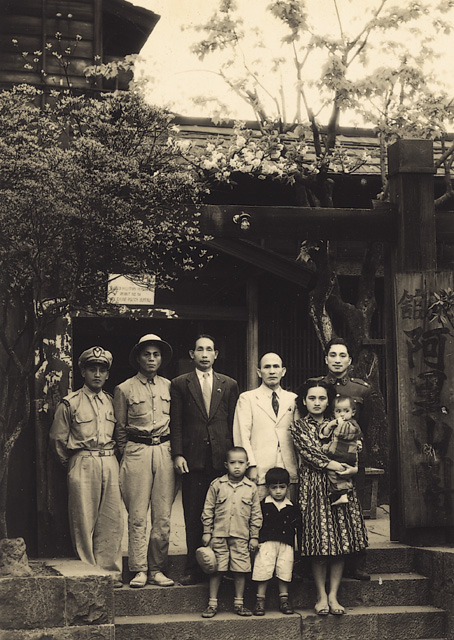
1951年，樂信·瓦旦與雅巴斯勇‧優路拿納於阿里山賓館合影

雅巴斯勇‧優路拿納（1924年—1954年，漢名湯守仁，和名湯川一丸），鄒族人，生於台南州嘉義阿里山達邦社樂野部落，嘉義市參議會議員、教師，前日本關東軍軍官、中華民國陸軍少校，二二八事件嘉義地區原住民領袖，臺灣白色恐怖時期受難者。

## 生平

### 生活
1924年9月27日出生在嘉義阿里山的達邦社樂雅部落。在1932年（8歲時）進入樂野村教育所學習了四年，畢業後便在家中務農。1939年3月畢業於台南第一青年學校，而後畢業於日本陸軍預備幹部候補生訓練團步兵科。
第二次世界大戰期間，湯守仁被日軍徵召到海外服役。在1945年8月時蘇聯攻入滿洲，成為俘虜送至西伯利亞，戰後回到台灣。回台後，先是在1946年擔任國民學校體育代課老師，同年7月被推舉為樂野村村長，接著擔任台南縣參議員，同時也是民生商店的經理。在1948年7月擔任台灣省政府山地行政處兼任視察。1949年時，利用了共產黨員林白提供的經費，開設阿里山鄉樂野村食品工廠。

### 二二八事件
戰後臺灣省行政長官公署的施政不當，導致物價高漲、民不聊生，加上政府施政弊端不斷，人民積怨已深，因此在1947年2月27日時，因大稻埕發生專賣局查緝員取締私菸，因而發生全島抗爭的二二八事件，最終導致蔣介石派軍鎮壓，造成台灣各地的血腥屠殺。
二二八事件發生初期，嘉義仕紳盧鈵欽向時任吳鳳鄉(現為阿里山鄉)鄉長高一生請求援助，在高一生的衡量下，同意後於3月5日由戰前具有軍人經驗的湯守仁率鄒族青年下山， 協助嘉義民兵對抗水上機場與紅毛埤軍械庫的政府軍， 但同時一面收容台南縣長袁國欽，以此確保鄒族部落的安危。 因嘉義談判延宕、國軍又不斷增援，事件局勢轉變，3月10日湯守仁率眾撤回阿里山，並將部分武器帶回。

### 白色恐怖
1950 年4月 25日因「山地工作委員會」書記簡吉遭保安司令部逮捕。被循線追捕的劉水龍供出吳鳳鄉鄉長高一生、湯守仁等原住民藏有大量武器。由此開始，保安司令部開始佈線與情蒐。
1950年10月9日保安司令部通知高雄縣警察局逮捕湯守仁並偵訊。湯守仁否認加入共產黨，但承認陳顯富(山地工作委員會成員)提供「新民主主義及平均地權」等書籍給他看，且接受山地工作委員會的指示，有意落實共黨組織擬定的「蓬萊族政策方案」，但在高一生的反對下沒有付諸實行。 高一生與湯守仁隨後向當局辦理自新，之後蔣經國主持的總統府資料室資料組正式介入要求持續監控湯守仁等案件。湯守仁遭受到保安司令部緊密監控，派遣派步凱化名「路平」加入其開設的「高興行」，以便就近偵查。
1950年10月，1952年9月10日，保安司令部以匪諜和貪汙案逮捕高一生、湯守仁、杜孝生等人。1953年保安司令部判決後，歷經國防部及總統府長官的層層核閱，刑責愈加嚴重。1954年4月，高一生、湯守仁於新店安坑刑場被執行槍決。

## 親屬
他的姪女湯蘭花是台灣的女演員，而他亦是湯英伸的叔公。
其子湯進賢從政，1998年、2002年獲中國國民黨提名，當選嘉義縣議員。其妹夫杜力泉曾任軍職（中校退役），2014年獲中國國民黨提名，當選阿里山鄉鄉長。

## 補償與促轉會相關調查
1996年〈戒嚴時期不當叛亂暨匪諜審判案件補償條例〉通過後，其後代獲得政府補償，有罪判決於《促進轉型正義條例》施行時視為撤銷。2022年，行政院促進轉型正義委員會公布《任務推動及調查結果報告書》，其中指出湯守仁等人被處刑後，國民黨政府對阿里山區的監控並未停止，其中湯守仁子湯進賢成長過程中遭受警察的嚴密監控，湯守仁的妹夫杜力泉在軍中的仕途，也因為與湯守仁的關係而受阻，最終以中校退役。

## 外部連結
- 4/17《吾雍殉難紀念日》《樂信殉難紀念日》 （页面存档备份，存于）， 公視《台語新聞》， 2013年4月16日